# Англо-непальська війна
Англо-непальська війна або гуркхська війна — війна між Британською Ост-Індійською компанією і Непалом в 1814–1816 роках.
Протягом кампанії 1814 року 30-тисячна британська армія, незважаючи на чисельну перевагу над непальськими військами (12 тисяч бійців), зазнала поразки. Проте в травні 1815 року британцям вдалося розбити непальське військо біля форту Малаон, одночасно союзний британцям чоґ'ял (монарх) Сіккіму потіснив непальські війська на сході. Непальський головнокомандувач Амар Сінґх після цього почав переговори про мир, проте дарбар (двір) не визнав цієї капітуляції, в результаті чого британці відновили військові дії. У битві в районі Мікванпуру, поблизу Катманду, в лютому 1816 року, непальська армія знову була розбита.
За Сеґаульським договором 1816 року Непал поступився Ост-Індійській компанії Сіккімом, Кумаоном, Гархвалом та деякими іншими територіями, що становили приблизно третину території Непальського королівства. Найважливішою політичною умовою угоди був допуск британського резидента до Катманду, а зовнішня політика Непалу перейшла під контроль британців.